# Федотов, Семён Васильевич
Семён Васи́льевич Федо́тов (20 января (2 февраля) 1913 — 9 июля 1980) — участник Великой Отечественной войны, командир 795-го стрелкового полка 228-й стрелковой дивизии 53-й армии, Герой Советского Союза (24 марта 1945).

## Биография

### Ранние годы
Родился 20 января (2 февраля) 1913 года в селе Семенково (ныне деревня в Москве) Московской губернии в семье крестьянина. Русский. Окончил сельскую школу, в 1931 году поехал в город Лисичанск Ворошиловградской (ныне Луганской) области поступать в химический техникум. После окончания однолетней программы Лисичанского химического техникума в 1932 году по распределению попал на Сталиногорский химический комбинат. Работал в технологическом отделе, затем секретарём комитета комсомола химического комбината.
В 1935 году добровольно вступил в ряды РККА. В 1935—1936 годах служил помощником командира взвода 2-го кавалерийского полка 1-й кавалерийской дивизии Киевского военного округа. После демобилизации вернулся на комбинат, но уже в 1939 году в связи с событиями на границах СССР (Халхин-Гол, Западные Украина и Белоруссия, намечающаяся война с Финляндией) в стране стали производиться дополнительные наборы в армию, возвращение в её ряды вышедших в запас командиров разных звеньев. Вторично призван в РККА в 1939 году. Служил политруком стрелковой роты 179-го стрелкового полка 172-й стрелковой дивизии Московского военного округа. Член ВКП(б) с 1939 года. В 1941 году окончил Московское военно-политическое училище.

### В годы Великой Отечественной войны
На фронтах Великой Отечественной войны с июля 1941 года. Воевал на Западном, 3-м и 2-м Украинских фронтах. Участвовал в оборонительных боях в Белоруссии на реке Березина, в обороне Москвы в районе города Наро-Фоминска — в 1941 году, в контрнаступлении под Москвой и боях севернее города Юхнова — в 1942 году, в Ясско-Кишинёвской операции, в боях в Румынии за город Арад, в боях в Венгрии, в том числе в форсировании реки Тиса с завоеванием плацдарма — в 1944 году, в боях за город Хатван и на реке Грон, а также в освобождении Чехословакии, в том числе городов Годонин, Брно, Немецки-Брод — в 1945 году. В 1943 году окончил Курсы усовершенствования офицерского состава (КУОС), в 1944 году — курсы «Выстрел».
3 июля 1941 года в бою на реке Березине получил тяжёлое осколочное ранение левой ноги и был эвакуирован в госпиталь, в котором чуть не погиб во время бомбёжки при переправе через Днепр в районе Могилёва.
После излечения в октябре 1941 года старший политрук, а затем и батальонный комиссар С. В. Федотов стал старшим инспектором политуправления Западного фронта, где в его ведении был юго-западный сектор обороны столицы — 33-я и 43-я армии. С. В. Федотов очень часто выезжал в различные подразделения этих армий, вёл политическую работу с политработниками и бойцами. Лично участвовал в нескольких оборонительных боях в районе Наро-Фоминска, собственной отвагой и мужеством вдохновляя бойцов на выполнение задачи. Зимой 1941-42 годов вместе с подразделениями 33-й армии участвовал в контрнаступлении под Москвой, 19 января 1942 года вёл бойцов на штурм города Верея.
20 мая 1942 года С. В. Федотов назначен военкомом штаба 222-й стрелковой дивизии 43-й армии Западного фронта. Дивизия стояла на реке Воря и вела бои с Вяземской группировкой противника по деблокированию окружённых 33-й армии и 1-го гвардейского кавалерийского корпуса. После уничтожения немецкими войсками окружённых на реке Угра (южнее Вязьмы) частей 33-й армии, летом и осенью 1942 года на этом участке фронта стало относительно спокойно.
В ноябре 1942 года старший батальонный комиссар С. В. Федотов отозван и направлен в город Белебей Башкирской АССР на Курсы усовершенствования офицерского состава (КУОС), где после упразднения политических званий стал майором. В марте 1943 года зачислен в резерв Политуправления Красной Армии, а в июне 1943 года — направлен на курсы «Выстрел» (Солнечногорск). После окончания курсов в феврале 1944 года майор С. В. Федотов был направлен в резерв 3-го Украинского фронта.
27 апреля 1944 года майор Федотов был назначен командиром 795-го стрелкового полка 228-й стрелковой дивизии 37-й армии 3-го Украинского фронта. Дивизия удерживала завоёванный ранее плацдарм на Днестре в Слободзейском районе Молдавии южнее Тирасполя. Началась Ясско-Кишинёвская операция, в которой С. В. Федотов впервые участвовал в качестве командира полка. 20 августа 1944 года прорвав оборону противника на Днестровском плацдарме, полк за несколько дней боёв продвинулся на 150 километров на запад и достиг реки Прут в районе города Леово. Сюда же вышли части 53-й армии 2-го Украинского фронта, обойдя Кишинёвскую группировку противника с северо-запада. К концу августа окружённая группировка немецких войска была уничтожена.
По завершении операции 228-я стрелковая дивизия вошла в состав 53-й армии 2-го Украинского фронта, к концу сентября 1944 года догнала подвижные соединения фронта и приняла участие в Дебреценской операции. 22 сентября 1944 года полк майора С. В. Федотова участвовал в овладении румынским городом Арад, а ещё через 2 дня одним из первых вышел на границу с Венгрией. Не снижая темпов наступления, 9 октября 1944 года полк подошёл к реке Тиса в районе города Сегед и сходу форсировал её, выйдя на просторы Средне-Дунайской низменности. За умелое командование полком при освобождении Румынии и Венгрии майор С. В. Федотов был награждён орденом Красного Знамени.
Командующий 53-й армией генерал И. М. Манагаров решил применить 795-й стрелковый полк для ещё одного форсирования водной преграды. Передав свои позиции другому соединению, полк прибыл в город Карцаг, откуда совершил бросок к Тисе. Второй раз река была успешно форсирована 25 октября 1944 года в районе города Тисафюред. В течение 8 дней полк прочно удерживал плацдарм, отражая контратаки противника с большими для него потерями и обеспечивая переправу дивизии.
Указом Президиума Верховного Совета СССР от 24 марта 1945 года «за образцовое выполнение боевых заданий командования на фронте борьбы с немецко-фашистскими захватчиками и проявленные при этом мужество и героизм» майору Семёну Васильевичу Федотову присвоено звание Героя Советского Союза с вручением ордена Ленина и медали «Золотая Звезда» (№ 8951).
В 1945 году полк С. В. Федотова участвовал в боях за город Хатван и в завоевании плацдарма на реке Грон в районе населённого пункта Левице (Словакия). В апреле 1945 года С. В. Федотов руководил действиями своих подразделений при форсировании реки Морава и овладении городом Годонин. 6 мая 1945 года его полк участвовал в штурме города Брно.
Подполковник С. В. Федотов закончил войну 11 мая 1945 года, вступив в бой с подразделением войск СС в районе переправы через реку Лабу у города Немецки-Брод (Чехословакия).

### Послевоенные годы

Могила Федотова на Кунцевском кладбище Москвы

После войны командовал полком в 11-й отдельной стрелковой бригаде Северо-Кавказского военного округа. В 1950 году окончил Военную академию имени Фрунзе, в 1956 году — Военную академию Генерального штаба. Работал старшим преподавателем кафедры общей тактики в академии имени Фрунзе, затем заместителем начальника Центрального архива МО СССР (город Подольск). С 1966 года полковник С. В. Федотов — в запасе. Работал в ЦК ДОСААФ СССР.
Умер 9 июля 1980 года. Похоронен в Москве на Кунцевском кладбище (участок 9-3).

## Награды
- Медаль «Золотая Звезда» № 8951 Героя Советского Союза (24 марта 1945);
- орден Ленина (24 марта 1945);
- орден Красного Знамени (21 октября 1944);
- орден Красной Звезды (3 ноября 1953);
- медаль «За боевые заслуги» (6 ноября 1947);
- медаль «За оборону Москвы»;
- медаль «За Победу над Германией в Великой Отечественной войне 1941—1945 гг.»;
- другие медали.

## Семья
Жена — Нина Андреевна Иванова.